# Gabriel Kurck
Gabriel Kurck, född 14 november 1630 på Viborgs slott, död 1712 troligen på godset Laukko i Vesilax, var en svensk friherre och landshövding i Skaraborgs län 1668–1683.

## Biografi
Gabriel Kurck blev 1641 student vid Åbo akademi och därefter 1644 vid Uppsala universitet, där han fortsatte sina studier fram till 1652. På ett stipendium från Axel Oxenstierna begav han sig därefter utomlands för att studera i Tyskland och Nederländerna. År 1653 tog han värvning i spanska armén och deltog i belägringen av Rocroi samma år. Med en Nederländsk ambassad besökte han 1654 England och promoverades i samband med detta till magister vid Oxfords universitet. Årn 1654–1655 tjänstgjorde han som kammarherre hos den nyligen abdikerade drottning Kristina i Antwerpen. Men nyheten om att Karl X Gustavs polska krig brutit ut fick honom att återvända till Sverige. Härifrån begav han sig till krigsskådeplatsen och blev i september 1656 ryttmästare vid arvprinsens livgarde till häst. Senare samma år befordrades han till kapten och i mars 1657 till major vid samma regemente. Gabriel Kurck blev 1660 överste och chef för Viborgs infanteriregemente och var därefter 1660–1668 chef för Västmanlands regemente. Han utnämndes 1667 till landshövding i Viborgs län, men tillträdde aldrig denna post, i stället blev han 1668 landshövding i Skaraborgs län.
Han deltog vid riksdagarna 1660–1680, 1686 och 1689.
Gabriel Kurck är författare till Landshöfdingen Friherre Gabriel Kurcks lefnadsminnen, utgiven i Helsingfors 1906 (Originalet finns i Finlands statsarkiv) Finlands statsarkiv 1906. Historikern Peter Englund har på sin egen webbplats publicerat ett utdrag ur densamma som berättar om belägringen av Thorn 1658, skildrat av detta ögonvittne.
Gabriel Kurck var son till riksrådet Jöns Knutsson Kurck den yngre. Han gifte sig 3 mars 1661 i Stockholm med Christina Stenbock, född 11 september 1640 i Stockholm, död 27 december 1671 i Stockholm, hon är begravd i Storkyrkan, Stockholm.